# Astragalus gilmanii
Astragalus gilmanii es una especie de planta del género Astragalus, de la familia de las leguminosas, orden Fabales.

## Distribución
Astragalus gilmanii se distribuye por Estados Unidos.

## Taxonomía
Fue descrita científicamente por Tidestr. Fue publicada en Proc. Biol. Soc. Washington 50: 20 (1937).